# Arvid Gumælius
För andra betydelser, se Arvid Gumælius (olika betydelser).
Karl Arvid Gumælius (i riksdagen kallad "Gumælius i Örebro"), född 25 november 1833 i Örebro, död 23 februari 1908 i Stockholm, var en svensk publicist, politiker och affärsman. 

## Biografi
Fadern hette Otto Joel Gumaelius och Arvid Gumælius var brorson till Wilhelm Gumælius.

### Tidningsmannen
Efter studier vid Uppsala universitet fick Gumælius anställning vid telegrafverket och var telegrafkommissarie i Örebro 1856–1887. Parallellt med detta var han i princip oavbrutet under perioden 1855–1881 huvudredaktör för Nerikes Allehanda, som genom hans insatser vann stor spridning och intog en inflytelserik ställning inom landsortspressen. Den ansågs även vara en god skola för tidningsmäns tekniska utbildning. Gumælius gav 1872–1889 ut den mycket spridda och prisbilliga veckotidningen Allehanda för folket.

### Politikern
Han var utpräglat frisinnad och var livligt engagerad i stadens politiska liv, bland annat som ledamot i stadsfullmäktige 1863–1866 och 1879–1882 samt som ordförande i drätselkammaren 1863. 
Han var riksdagsledamot i andra kammaren 1870–1877 och 1882–1890 för Örebro valkrets, samt 1891–1893 för Stockholms stads valkrets. I riksdagen var han bland annat ledamot i bankoutskottet 1873–1877, 1882–01887 och 1891–1893 och han var också utskottets vice ordförande 1873–1877 samt 1891–1893. Åren 1870–1871 tillhörde han det nyliberala partiet, varefter han periodvis tillhörde lantmannapartiet eller betecknade sig som vänstervilde. 1883 gick han över till Nya centern i protest mot Lantmannapartiets försvarspolitik och vid 1886 års riksdag anslöt han sig till vänstern och riksdagarna 1891–1893 tillhörde han andra kammarens center.
Gumælius deltog gärna i riksdagsdebatterna. Han var starkt engagerad i ekonomisk politik men också i andra ämnen, bland annat norrlandsfrågan.

### Affärsmannen
Han ägnade sig även med stor framgång åt affärsverksamhet och grundade den första svenska folkbanken, Örebro folkbank, som öppnades 1867 och snart fick flera efterföljare. År 1887 trädde han i spetsen för det av honom grundade Allmänna livförsäkringsbolaget och förblev dess chef fram till sin död.